# کوه بلقیس
کوه بلقیس در یکی از ارتفاعات شاخص در شمال‌غرب ایران است که در نزدیکی منطقه تاریخی تخت سلیمان قرار دارد. این کوه در مرز استان‌های زنجان و آذربایجان غربی واقع شده، اما از نظر تقسیمات کشوری، در استان زنجان و در محدوده شهرستان ماه‌نشان جای دارد. نزدیکی جغرافیایی آن به شهرستان تکاب (در استان آذربایجان غربی) و مجموعه تاریخی تخت سلیمان باعث شده‌است که گاه به‌اشتباه در منابع، در استان آذربایجان غربی ذکر شود.
روی قله جنوبی استحکامات و قلعه تخت بلقیس قرار دارد. ساختمان قلعه کاملاً مدور و از سنگ بنا شده؛ لذا می‌توان تصور کرد که از این بنا به عنوان برج دیده‌بانی جهت محافظت از آتشکده آذرگشنسب استفاده می‌شده. بین دو قله کوه دریاچه بسیار زیبایی که از ذوب شدن برف کوه‌ها به وجود آمده در بیشتر ماه‌های سال قابل مشاهده است هر چند در سال‌های اخیر به جهت کمی بارش تابستان‌ها آب دریاچه خشک می‌شود.

## مشخصات قلعه تخت بلقیس
قلعه تخت بلقیس در سال ۱۹۵۹ توسط فون دراوستن مورد بررسی قرار گرفت و بعد از آن همه ساله توسط هیئت باستان‌شناسی مورد بازدید قرار گرفت؛ و در سال ۱۹۶۶ و ۱۹۶۹ به وسیله دیتریش هوف بررسی و مساحی شد.
حصار استحکامات فضایی حدود ۵۰ در ۶۰ متر که به صورت پلکانی با ارتفاع زیادی ادامه یافته و در حدود ۹ ارگ مشخص است. در درون حصار ساختمان تقریباً مربع شکل و ایوانی در جلو می‌توان دید؛ که محور آن در جهت آتشکده آذرگشسپ قرار گرفته. در جلو بنا یک تراس چند طبقه قرار دارد که اتاق‌های پناهگاه مانندی با سقف گنبدی می‌باشد.

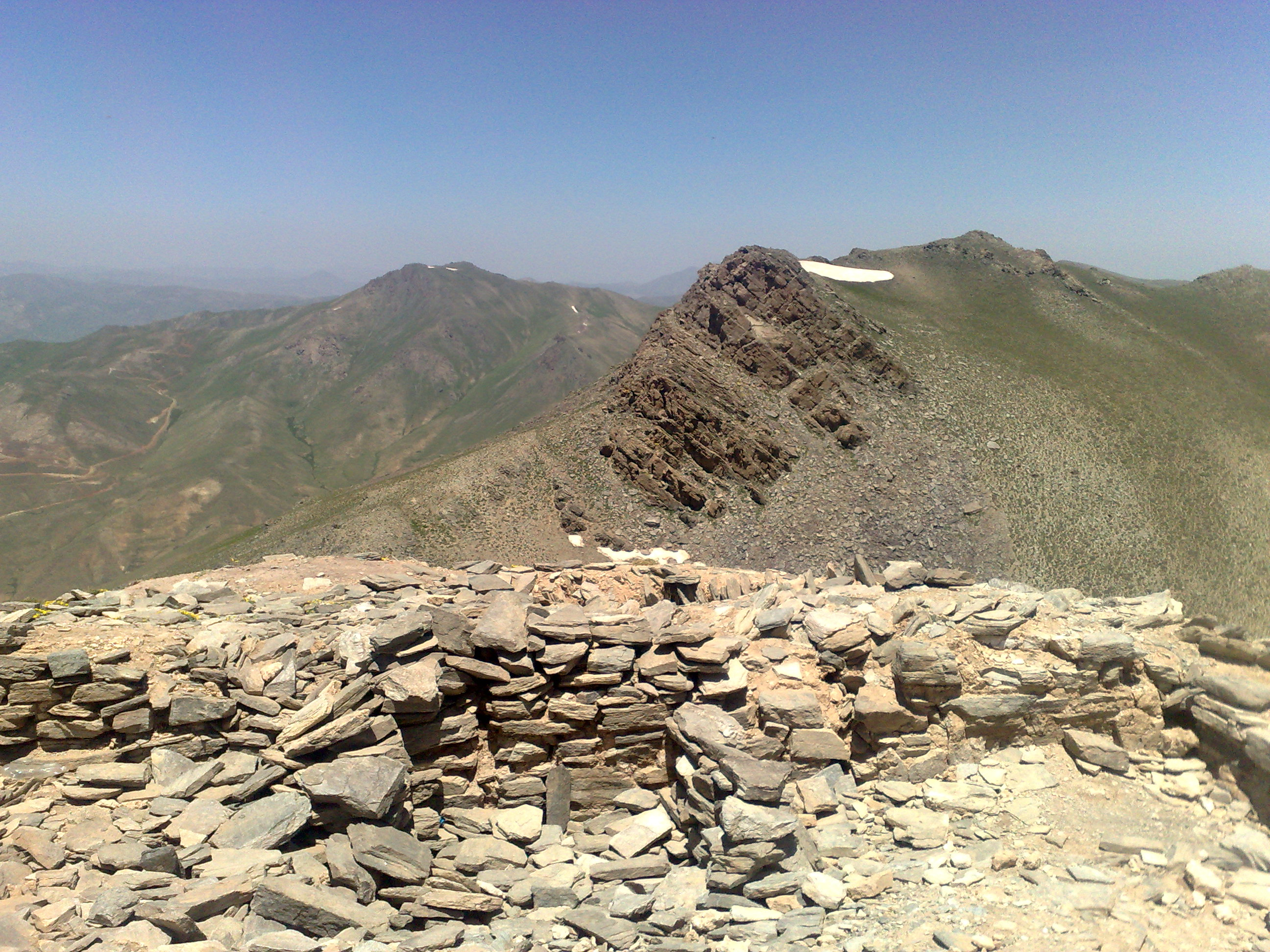
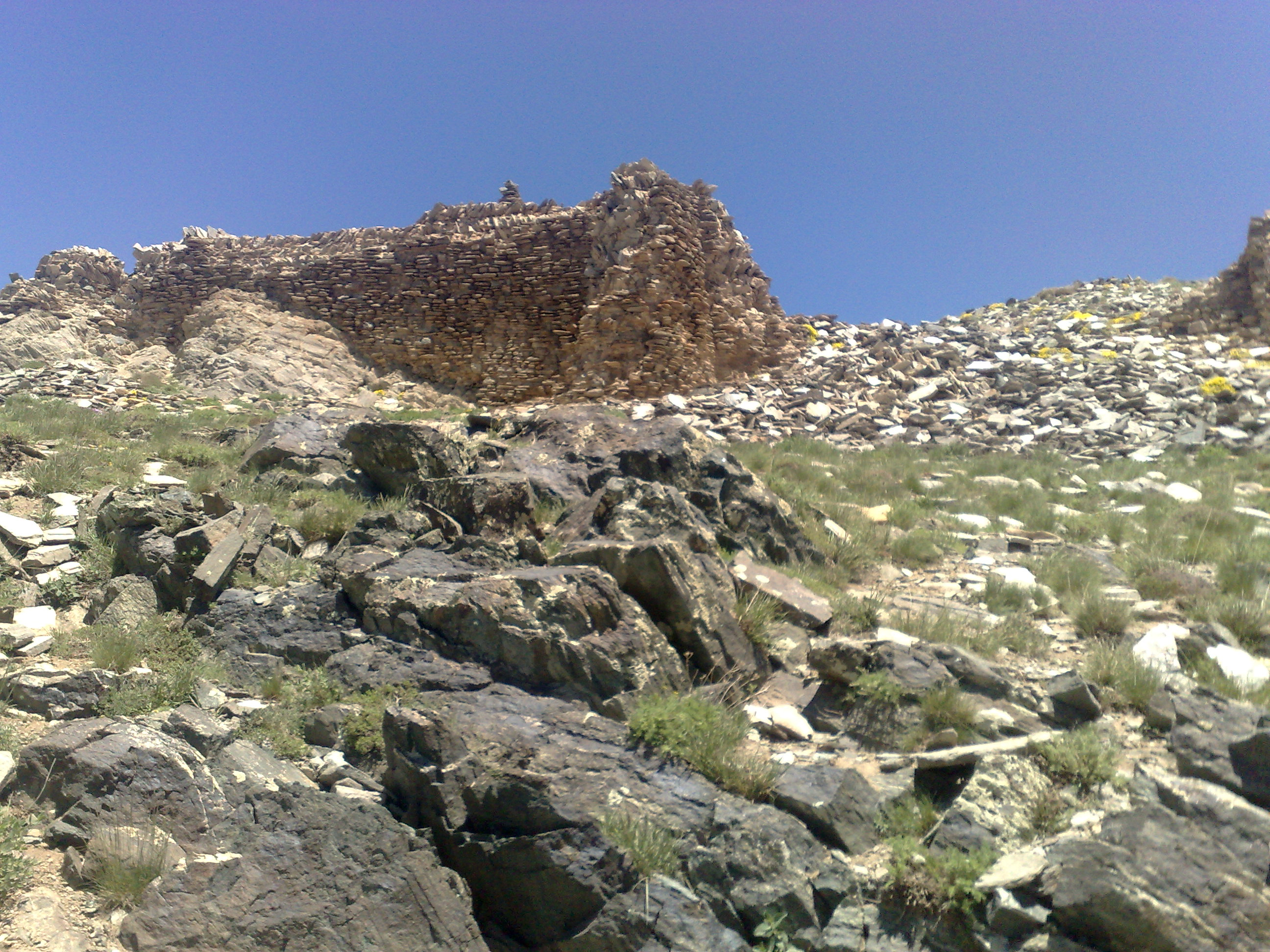
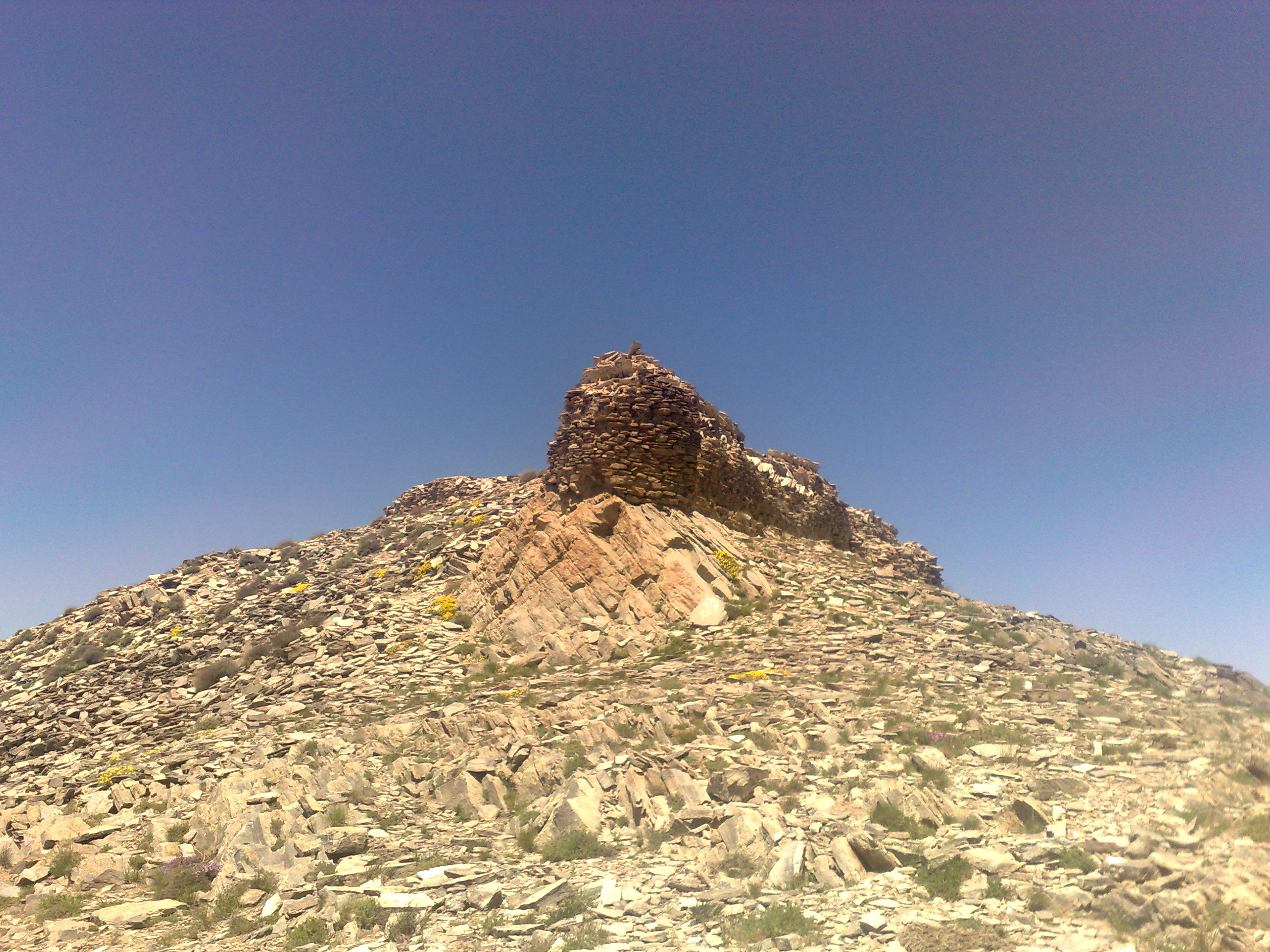

## تاریخ بنا
نوع معماری، آجرهایی هستند که در ابعاد آجرهای ساسانی هستند، همچنین قطعات سنگ، ماسه زرد رنگ، با علائم حجاری ساسانی تاریخ‌گذاری بنا را به دوره ساسانیان نزدیکتر می‌کند.